# ميك مارتن
ميك مارتن (بالإنجليزية: Mick Martin)‏ (9 يوليو 1951 بدبلن في جمهورية أيرلندا - ) هو لاعب كرة قدم أيرلندي في مركز الوسط. شارك مع منتخب جمهورية أيرلندا لكرة القدم. أما مع النوادي، فقد لعب مع بريستون نورث إيند وفانكوفر وايتكابس وكارديف سيتي ومانشستر يونايتد ونادي بوهيميان ونادي بيتربورو يونايتد ونادي روذرهام يونايتد ونيوكاسل يونايتد ووست بروميتش ألبيون وفانكوفر وايتكابس ونادي ويلينجتون.

## وصلات خارجية
- ميك مارتن على موقع الاتحاد الأوربي (الإنجليزية)
- ميك مارتن على موقع قاعدة بيانات كرة القدم.إي يو (الإنجليزية)
- ميك مارتن على موقع ناشيونال فوتبول تيمز (الإنجليزية)